# Eusebio Subero y Diaz
Eusebio Subero y Diaz (Calahorra, Logronyo, La Rioja, 1833 - Terol, Aragó, 1894), fou un compositor, organista i mestre de capella espanyol.
Ordenat prevere el 1859, passà a Madrid, en el Conservatori d'aquesta capital i, sota la direcció del mestre Eslava, perfeccionà els coneixements musicals adquirits en la seva vila natal. Acabats els seus estudis guanyà per oposició la plaça d'organista de la parròquia de Santiago, de Terol, i el 1865 aconseguí el benefici de mestre de capella de la Catedral, càrrec que unit al d'organista de la mateixa església, servà fins a la seva mort. Gaudí d'una merescuda anomenada com a organista i en el seu temps es distingí com a compositor, cultivant amb preferència el gènere religiós.
Deixà escrites prop de 100 obres, entre les que mereixen especial menció una Missa a gran orquestra i a 4 i 8 veus; una altra de Difunts, també per a gran orquestra; un Miserere a 4 veus, i un Libera me. Aquestes obres no gens escasses d'inspiració, es conserven en l'arxiu de la Catedral de Terol.